# Municipio de Channahon
El municipio de Channahon (en inglés: Channahon Township) es un municipio ubicado en el condado de Will en el estado estadounidense de Illinois. En el año 2010 tenía una población de 10322 habitantes y una densidad poblacional de 111,66 personas por km².

## Geografía
El municipio de Channahon se encuentra ubicado en las coordenadas 41°25′17″N 88°11′23″O / 41.42139, -88.18972. Según la Oficina del Censo de los Estados Unidos, el municipio tiene una superficie total de 92.44 km², de la cual 86.59 km² corresponden a tierra firme y (6.33%) 5.85 km² es agua.

## Demografía
Según el censo de 2010, había 10322 personas residiendo en el municipio de Channahon. La densidad de población era de 111,66 hab./km². De los 10322 habitantes, el municipio de Channahon estaba compuesto por el 95.61% blancos, el 0.7% eran afroamericanos, el 0.18% eran amerindios, el 0.53% eran asiáticos, el 0.01% eran isleños del Pacífico, el 1.5% eran de otras razas y el 1.46% pertenecían a dos o más razas. Del total de la población el 6.37% eran hispanos o latinos de cualquier raza.